# Lassaad Ouertani
Pour les articles homonymes, voir Ouertani.
Lassaad Ouertani (arabe : الأسعد الورتاني) alias « Zgaw », né le 2 mai 1980 à Essen en Allemagne de l'Ouest et mort le 4 janvier 2013 à Tunis, est un footballeur tunisien évoluant au poste de milieu de terrain.

## Biographie
Il commence sa carrière à la Jeunesse sportive kairouanaise, évoluant en Ligue II, avant d'être transféré au Stade tunisien, puis au Club africain, avec qui il remporte le championnat en tant que capitaine. En octobre 2010, il prend sa retraite professionnelle pour se lancer dans une carrière d'entraîneur, servant comme adjoint de Jalel Kadri au sein du club saoudien d'Al-Nahda.
Dans la matinée du 4 janvier 2013, il meurt dans un accident de la route, suscitant de nombreuses réactions de supporters et de joueurs. Il est inhumé le lendemain au cimetière du Djellaz à Tunis,.
Il est père de trois enfants.

### Clubs
- 2000-juillet 2001 : Jeunesse sportive kairouanaise (Tunisie)
- juillet 2001-juillet 2004 : Stade tunisien (Tunisie)
- juillet 2004-juillet 2009 : Club africain (Tunisie)
- juillet 2009-janvier 2010 : Espérance sportive de Zarzis (Tunisie)
- janvier 2010-juillet 2011 : Jeunesse sportive kairouanaise (Tunisie)

### Équipe nationale
Lassaad Ouertani honore sa première sélection nationale le 15 mars 2002 lors d'un match disputé contre la Corée du Sud.

## Palmarès
- Jeux méditerranéens :
  - Vainqueur : 2001
- Championnat de Tunisie :
  - Vainqueur : 2008
- Coupe de Tunisie :
  - Vainqueur : 2003
  - Finaliste : 2006
- Coupe arabe des vainqueurs de coupe :
  - Vainqueur : 2001
- Coupe nord-africaine des clubs champions :
  - Vainqueur : 2009